# Radmilovac
 (mars 2023).
Si vous disposez d'ouvrages ou d'articles de référence ou si vous connaissez des sites web de qualité traitant du thème abordé ici, merci de compléter l'article en donnant les références utiles à sa vérifiabilité et en les liant à la section « Notes et références ».

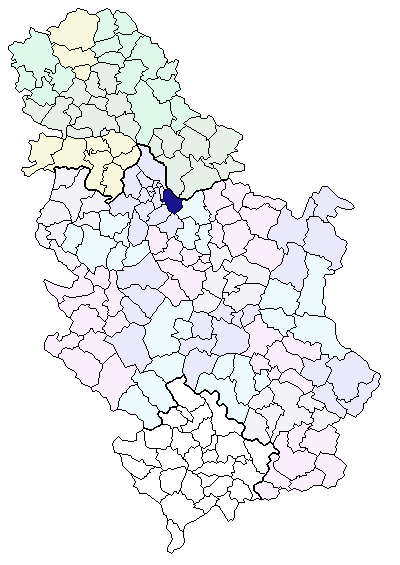
Situation de la municipalité de Grocka en Serbie.

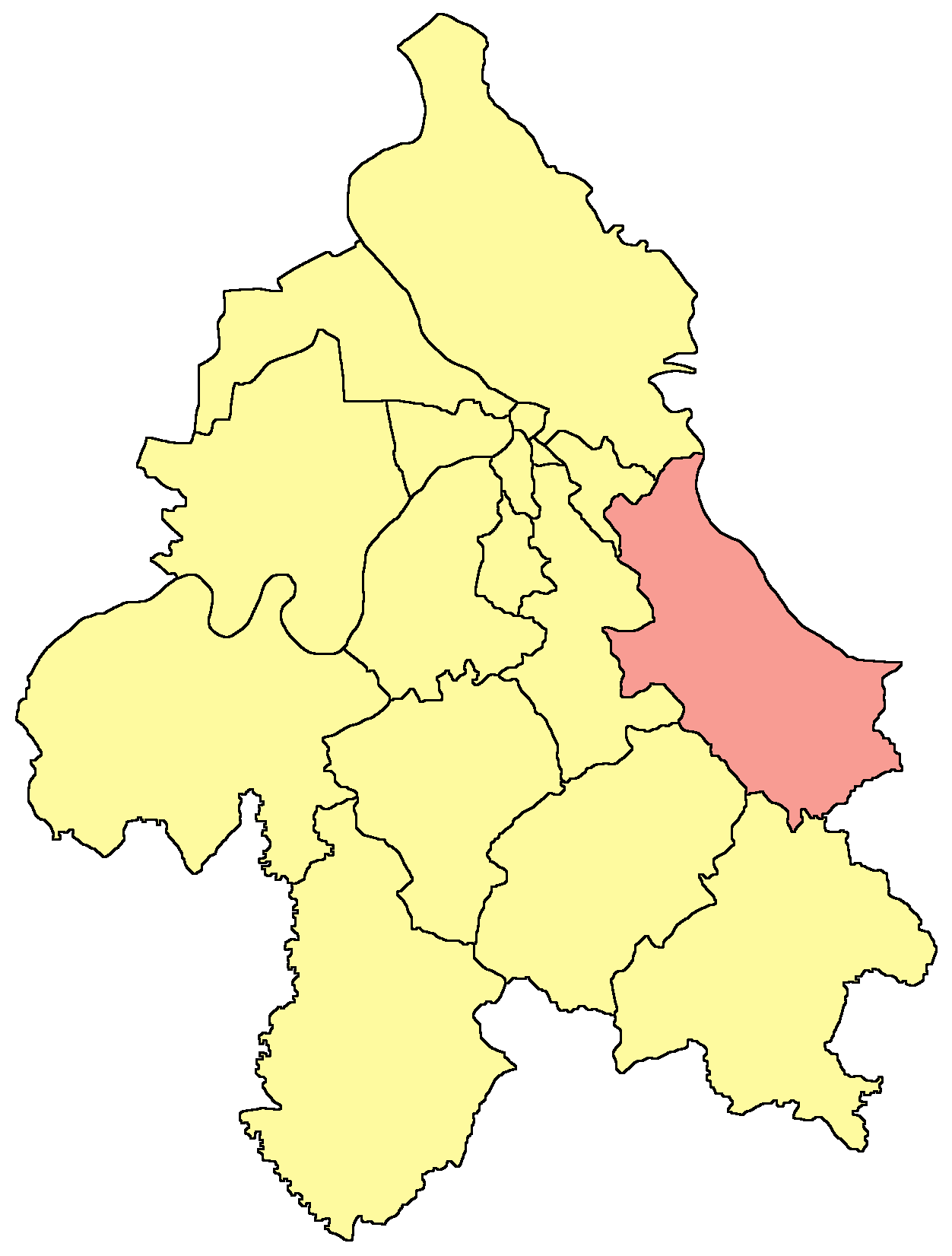
Situation de la municipalité de Grocka dans le district de Belgrade.

Radmilovac, en serbe cyrillique Радмиловац, est une localité de Serbie située dans la municipalité de Grocka, district de Belgrade.
Radmilovac, situé à l'est de Vinča et au nord de la route du Smederevski put qui relie Belgrade à Smederevo, se trouve entre Kaluđerica et Leštane.
C'est une localité exclusivement résidentielle, composée de quelques dizaines de maisons construites autour de l'hôtel Radmilovac.
La ferme expérimentale de Radmilovac, qui dépend de la Faculté d'Agriculture de l'Université de Belgrade est également située dans cette localité. En 2006 une reconstruction et une extension de la ferme ont été entreprises.